# 福富町 (広島県)
福富町（ふくとみちょう）は、かつて広島県の中央部にあった町。賀茂郡に属した。
2005年2月7日に賀茂郡黒瀬・河内・豊栄各町および豊田郡安芸津町とともに東広島市に編入されて消滅した。

## 地理

### 河川
- 沼田川（ぬたがわ）

### 山
- 鷹ノ巣山 (922.1m)
- カンノ木山 (892.1m)
- 硫黄山 (778.9m)
- 金明山 (735.0m)
- 野路山 (段原山、731.2m)
- 虚空蔵山 (522.9m)

### 大字（2005年2月6日当時のデータ）
- 上竹仁（かみたけに）
- 上戸野（かみとの）
- 久芳（くば）
- 下竹仁（しもたけに）

## 沿革
- 1889年4月1日 市町村制施行。福富町域には当時いずれも豊田郡に属していた久芳村・竹仁村の各村が存在した。
- 1955年7月10日 豊田郡久芳・竹仁両村が合併してその区域をもって豊田郡福富町が発足する。
- 1956年4月1日 賀茂郡のうちの安芸津・川尻・竹原・安浦各町及び安登・賀永両村が豊田郡へ、豊田郡のうちの河内・大和・豊栄・福富各町及び入野村が賀茂郡へそれぞれ所属郡を変更したことに伴い福富町は賀茂郡に属する自治体となる。
- 1958年4月1日 賀茂郡河内町戸野の一部を編入する。
- 1958年8月1日 上戸野地区の一部を賀茂郡河内町に割譲し、賀茂郡河内町戸野の一部を編入する。
- 1971年8月1日 久芳地区の一部を賀茂郡豊栄町に割譲し、賀茂郡豊栄町乃美の一部を編入する。
- 1988年9月1日 久芳地区の一部を賀茂郡豊栄町に割譲し、賀茂郡豊栄町能良（のうら）の一部を編入する。
- 2005年2月7日 賀茂郡黒瀬・河内・豊栄各町及び豊田郡安芸津町とともに東広島市に編入されて廃止された。

## 主要施設
- 県央の森公園
- 福富ダム
- 湖畔の里福富（道の駅）

## 産業
- 農業が主力産業である。

## 教育（2005年2月6日当時のデータ）

### 小学校
- 福富町立竹仁小学校
- 福富町立久芳小学校

### 中学校
- 福富町立福富中学校

## 交通（2005年2月6日当時のデータ）

### 道路

#### 国道
- 国道375号
- 国道486号（町内は全て国道375号と重用）

#### 主要地方道
- 広島県道33号瀬野川福富本郷線
- 広島県道60号大和福富線
- 広島県道80号東広島向原線

#### 一般県道
- 広島県道340号下竹仁久芳線
- 広島県道342号別府河内線

## 名所・旧跡・観光地
- シャクナゲ群生地
- クロボヤ峡

## 備考
- 1972年に2005年2月6日以前の東広島市を構成していた賀茂郡の4町（西条・志和・高屋・八本松各町）と豊栄・福富両町の6町で合併する話が浮上したことがあった。結局この時は地理的事情から豊栄・福富両町の合併参加は見送られている。
- 東広島市立竹仁小学校には、戦争のとき疎開してきた学校の名前が書かれた『友情の碑』がある。また、卒業製作の竪穴建物もある。